# Hägersten
Hägersten é um distrito urbano no sul de Estocolmo.
Está localizado no município de Hägersten-Liljeholmen, que foi formado em 1 de janeiro de 2007 através da fusão dos antigos bairros de Hägersten e Liljeholmen. 

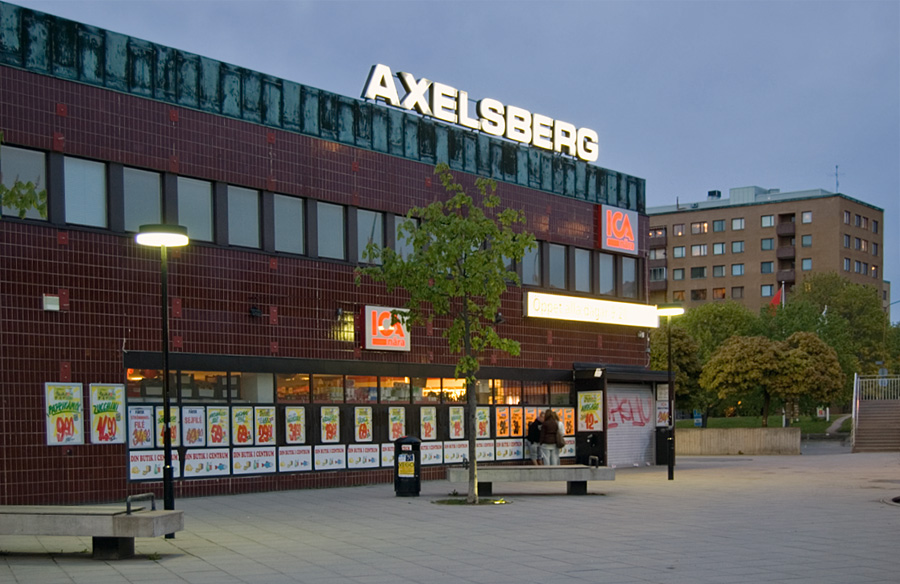
Hägersten

Tem uma população de 104 279 habitantes.